# Izabela Czartoryska
Izabela Dorota Czartoryska (születési neve: Fleming; Varsó, 1746. március 3. – Wysocko, 1835. július 15.) lengyel nemes, kertészeti szakíró, műgyűjtő, az első lengyel múzeumnak, a krakkói Czartoryski Múzeumnak a megalapítója.

## Élete

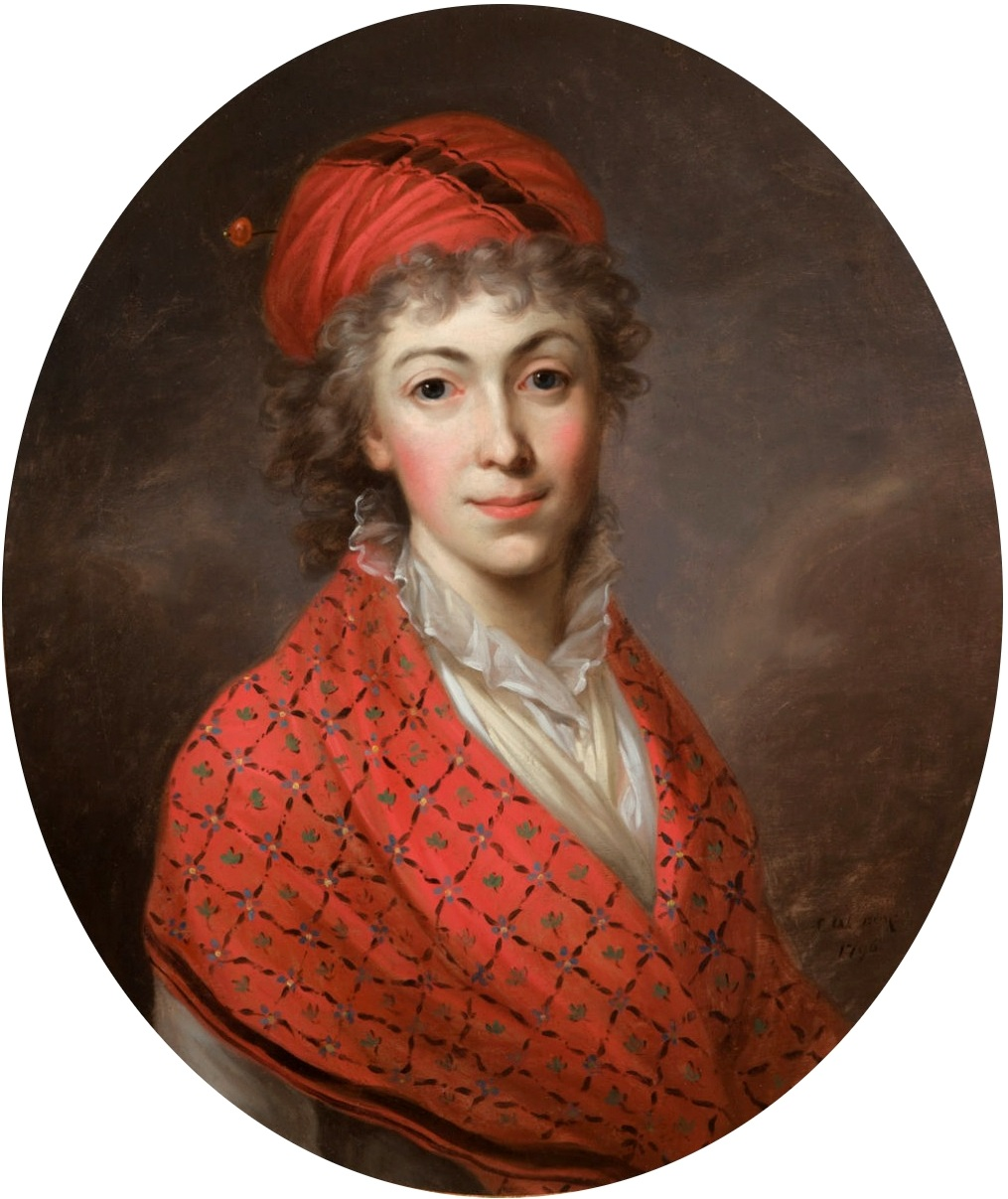
Kazimierz Wojniakowski: Izabela Czartoryska cigány jelmezben

Apja Jerzy Detloff Flemming kincstárnok, anyja Antonina Czartoryska hercegnő volt. Édesanyját születésekor elvesztette. 1761. november 18-án Wołczynban összeházasodott Adam Kazimierz Czartoryski herceggel, így hercegi rangra emelkedett. Férje 1805-ben magyar honfiúsítást nyert, 1808-ban 4000 Ft adománnyal hozzájárult a Ludovika Akadémia építéséhez.
A 18. századi szokásoknak megfelelően férjével nyitott házasságban élt. Buja szerelmi kalandjait később szégyellte. Korabeli szóbeszéd szerint viszonya volt Nyikolaj Repnyin orosz követtel – aki II. (Nagy) Katalin megbízásából szinte kormányzói jogokat gyakorolt az orosz befolyás alatt álló Lengyelországban – és egyik fia, Adam Jerzy Czartoryski herceg tőle származott. Maria Wirtemberska nevű lányának az apja valószínűleg II. Szaniszló Ágost lengyel király volt, Cecilia Beydale nevű törvénytelen gyermekének pedig Kazimierz Rzewuski magas rangú katonai hivatalnok. Cecilia Párizsban született és születését titkolni kellett, mert a fogantatásakor a férjétől külön élt. A származását azonban később mégiscsak fel kellett fedni, mivel Cecilia féltestvérével, Konstanty Adam Czartoryskival szerelembe esett.
1772-ben Párizsban találkozott Benjamin Franklin amerikai politikussal és feltalálóval, valamint Jean-Jacques Rousseau és Voltaire francia filozófusokkal. Rousseau ekkoriban fejezte be a lengyel kormány megrendelésére készített A lengyel kormány figyelmébe című esszéjét.
1775-ben férjével átalakították a Puławyban álló Czartoryski Palotát, ami fontos szellemi és politikai találkozóhellyé vált. Lengyelország ezekben az években jelentős jogi, kulturális és gazdasági reformokat hajtott végre annak érdekében, hogy megakadályozza felszámolását a Porosz Királyság, a Habsburg és az Orosz Birodalom által. A Czartoryski-udvar az egyik legliberálisabb és leghaladóbb központ volt, bár időnként botrányok is előfordultak itt.
Ő fedezte fel a fiatal festő, Aleksander Orłowski tehetségét. Orłowski Kościuszko Tádéhoz hasonlóan támogatást kapott a Czartoryskiaktól festőtanulmányaihoz és később részt vett a Kościuszko-felkelésben.
Amikor lánya, Maria Wirtemberska Poroszországba házasodott, az esküvőjén megemlítette II. Frigyesnek azt a félelmét, hogy a férjét megmérgezik a II. Szaniszló Ágosttal való politikai szembenállása miatt. Frigyes kinevette azzal, hogy csak a királyokat mérgezik meg.
1784-ben belépett a Hazafias Pártba (Stronnictwo Patriotyczne). A párt az egyik legkiemelkedőbb reformerő volt az 1788-1792 között működő nagy szejm idején. Ez a szejm alkotta meg a fontosabb polgári reformokat, többek között Európa első kartális polgári alkotmányát, az 1791. május 3-i alkotmányt.
A Kościuszko-felkelés leverése után, 1795-ben fiait, Adamot és Konstantyt politikai túszként II. Katalin Oroszországba hurcoltatta.
1796-ban megkezdte a háborúk alatt romossá vált palotájának újjáépítését. Ekkor alapította a múzeumot. Az első tárgyak török hadizsákmányból származtak, III. Sobieski János lengyel király 1683-ban Bécs ostrománál szerezte őket. A gyűjtemény később a lengyel királyi kincstár és a Czartoryskiak műkincseivel gazdagodott. 1801-ben nyitotta meg a Szibüllák temploma (Świątynia Sybilli) nevű rotundát, mely múzeumként szolgált. A tárgyakat szentimentális stílusban mutatta be, az emberi élet dicsőségének vagy nyomorúságának rekvizitumaiként. Ez volt az első lengyel múzeum, a gyűjtemény a mai Czartoryski Múzeum alapját adja.
Az 1830-as novemberi felkelés után a múzeumot bezárták. A tárgyakat Adam Jerzy Czartoryski Párizsba, a Hôtel Lambertbe menekítette, mely a család új rezidenciájaként, egyben a nagy emigráció (Wielka Emigracja) egyik politikai központjaként működött. A múzeumot unokája, Władysław Czartoryski nyitotta meg újra Krakkóban 1876-ban.
A rendszerváltás után, 1992-ben alapítvány létesült a múzeum kezelésére. A 86 ezer múzeumi tárgyat és 250 ezer könyvtári tételt tartalmazó, a leggazdagabb és legrégebbi európai magángyűjteményt 2016-ban  a lengyel állam megvásárolta Adam Karol Czartoryski hercegtől. A kollekció legértékesebb darabja Leonardo da Vinci Hölgy hermelinnel című képe.

## Könyvei
- Gondolatok a kertépítésről (Myslí różne o sposobie zakładania ogrodów), 1805
- Zarándoklat Dobromilban avagy a vidék tudománya (Pielgrzym w Dobromilu, czyli nauki wiejskie), 1818 körül

## Külső kapcsolatok
- A krakkói Czartoryski Múzeum weblapja

## Fordítás
- Ez a szócikk részben vagy egészben a Izabela Czartoryska című angol Wikipédia-szócikk ezen változatának fordításán alapul.  Az eredeti cikk szerkesztőit annak laptörténete sorolja fel. Ez a jelzés csupán a megfogalmazás eredetét és a szerzői jogokat jelzi, nem szolgál a cikkben szereplő információk forrásmegjelöléseként.
- Ez a szócikk részben vagy egészben a Izabela Czartoryska című lengyel Wikipédia-szócikk ezen változatának fordításán alapul.  Az eredeti cikk szerkesztőit annak laptörténete sorolja fel. Ez a jelzés csupán a megfogalmazás eredetét és a szerzői jogokat jelzi, nem szolgál a cikkben szereplő információk forrásmegjelöléseként.